# Rete tranviaria di Parma
La rete tranviaria di Parma era una rete tranviaria in esercizio dal 1899 al 1953 che serviva la città di Parma.

## Storia
Nel 1899 il Comune di Parma concesse alla ditta Angelo Lombardi l'esercizio di due linee tranviarie a cavalli:
- piazza Garibaldi-stazione ferroviaria;
- piazza Garibaldi-ponte di Mezzo-Villetta.

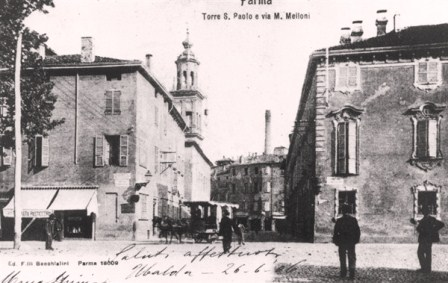
Tram urbani a cavalli

All'altezza di piazzale Cavedagni (ai piedi della salita al Ponte di Mezzo, incrocio con via Carducci) alle carrozze giunte in corsa veniva attaccato un terzo e a volte un quarto cavallo di rinforzo. L'esercizio era svolto con vetture chiuse nei soli mesi invernali e con carrozze giardiniera nel restante periodo dell'anno. I tram a cavalli vennero sostituiti da tram elettrici nel 1919.
Ulteriore peculiarità di tale esercizio era l'aggiunta, dall'altezza di piazza della Cavedagne fino al ponte di Mezzo, di uno o due cavalli di rinforzo per le corse provenienti dalla Villetta dirette al centro per affrontare la rampa presente presso la cosiddetta "bassa dei Magnani".
La gestione della rete era affidata alla società Angelo Lombardi che ne curò l'esercizio fino alla cessione, avvenuta nel 1909, alla Alessandri, Bruni & C.; la stessa operò durante l'ultimo periodo di esercizio, fino al maggio dell'anno successivo.
Già dal 1906, però, la Provincia di Parma aveva ottenuto la concessione per una rete tranviaria urbana a trazione elettrica, oltre alle concessioni per le tranvie extraurbane Parma-Fornovo e Stradella-Calestano. A tali concessioni se ne aggiunsero altre nel 1909: si sentiva infatti la necessità di ammodernare l'antiquato servizio tranviario a cavalli, ritenuto non più consono allo sviluppo parmense.
Alla stessa amministrazione provinciale fu dunque concesso l'esercizio della nuova rete tranviaria di Parma costituita dalle linee Barriera Vittorio Emanuele-San Leonardo di 2,473 km con diramazione Barriera Saffi-Foro Boario-scalo merci FS di 1,1 km e San Lazzaro-Crocetta di 5,268 km.
La richiesta di concessione avanzata direttamente dal Comune di Parma per la costruzione e la gestione di una rete tranviaria a trazione elettrica fu approvata dall'Amministrazione provinciale il 29 agosto 1909; tale documento prevedeva l'esercizio delle seguenti linee urbane:
- Barriera Vittorio Emanuele - San Leonardo
- San Lazzaro - Crocetta
- Barriera Saffi - Stazione Ferroviaria

L'inaugurazione delle linee a trazione elettrica avvenne il 5 maggio 1910, data scelta per commemorare il cinquantesimo anniversario della partenza dei Mille da Quarto; alla presenza di Luigi Lusignani, Presidente della Deputazione delle Tranvie Elettriche dal 1903 al 1914 e già sindaco di Parma. La rete fu completata entro la fine dell'anno con l'apertura della linea di circonvallazione (4 giugno), della tratta piazza Garibaldi-San Leonardo (12 giugno) e di quella piazza Garibaldi-Villetta (11 novembre), facendo così cessare il servizio dei tram a cavalli.
Il 5 novembre 1918 la Provincia di Parma cedette l'esercizio delle sue linee tranviarie elettriche alla Compagnia Nazionale di Trasporti e Comunicazioni (CNTC), costituitasi per l'occasione, la quale unificò la gestione con quella delle linee tranviarie foresi a vapore.

### Declino

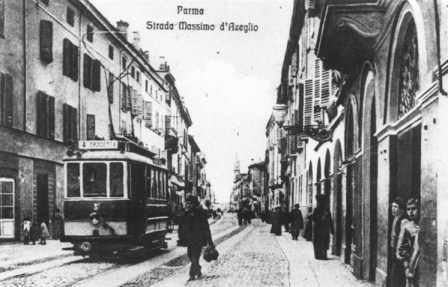
Strada D'Azeglio

La CNTC dovette da subito fronteggiare la concorrenza delle autolinee, che rendevano la situazione finanziaria della società precaria, tanto da rendere necessaria la soppressione di alcune linee interurbane a vapore, mentre sulla rete urbana furono effettuati interventi di rettifica delle curve e di sostituzione delle rotaie.
Nel 1937 il Comune di Parma iniziò le pratiche per riscattare dalla CNTC le tranvie cittadine e contemporaneamente incaricò il vicedirettore dell'ATM di Milano, ingegner Renato Ferrari, di studiare un progetto di trasformazione delle tranvie in filovie: tale progetto fu completato due anni dopo. Le trattative con la CNTC si bloccarono con lo scoppio della Seconda guerra mondiale; nel frattanto la società aveva ceduto le concessioni per le tranvie elettriche e per le autolinee sostitutive delle tranvie a vapore alla Società Riunite Trasporti (SoRiT).
Cessato il conflitto, il 15 aprile 1948 la Provincia di Parma riassunse l'esercizio delle tranvie elettriche urbane e interurbane, costituendo poco dopo l'azienda speciale Tranvie Elettriche Parmensi (TEP). Con rogito notarile del 30 dicembre 1950 la Provincia cedette al Comune di Parma le tranvie urbane, per gestire le quali fu istituita l'Azienda Municipalizzata Trasporti (AMT).

### La fine
Primo atto della gestione tranviaria comunale, iniziata il 2 gennaio 1951, fu quello di istituire due linee di autobus. L'AMT optò quindi per sopprimere le linee tranviarie, ormai vecchie e non più adatte ai bisogni della cittadinanza, sostituendole con filovie. Nel luglio 1952 il consiglio comunale approvò il progetto di trasformazione; l'inaugurazione della rete filoviaria cittadina avvenne il 25 ottobre 1953, mentre l'ultima linea tranviaria, tra piazza Garibaldi e ponte Dattaro, fu chiusa il 25 novembre 1953.

## Linee

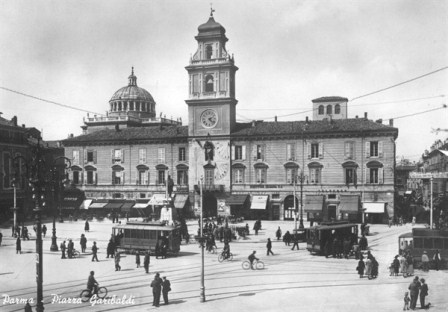
Piazza Garibaldi, principale nodo tranviario cittadino

Nel 1911 la rete era costituita da due linee principali, che si incrociavano nella centrale piazza Garibaldi: una, tra la stazione ferroviaria e la stazione delle linee foresi di barriera Bixio, e l'altra che attraversava la città lungo la via Emilia. Ad esse si affiancavano una linea di circonvallazione (tra la barriera Garibaldi e la barriera Vittorio Emanuele) e una linea tra la barriera Bixio e il Cimitero della Villetta.
Col crescere della rete e l'evolversi della stessa le iniziali relazioni vennero incrementate di numero grazie anche alla presenza dei percorsi a suo tempo realizzati per le tranvie extraurbane a vapore e per quelle urbane a cavalli: nel 1920, già abbandonato il capolinea del Foro Boario e spostato il binario esternamente rispetto al primitivo tracciato fra la Barriera Saffi e piazzale Vittorio Emanuele II, i servizi tranviari erano strutturati secondo le seguenti relazioni:
- Linea 1 - Stazione FS-Piazza Garibaldi
- Linea 2 - Barriera Saffi-Piazza Garibaldi
- Linea 3 - Piazza Garibaldi (via Emilia)-Crocetta-San Lazzaro
- Linea 4 - Piazza Garibaldi (via Emilia)-Cimitero
- Linea 5 - Piazza Garibaldi-San Leonardo
- Linea 6 - Strada Farini-Piazzale Marsala-Piazza Garibaldi-Strada Farini

Nel 1924 il binario di collegamento con il Foro Boario e lo scalo merci FS era nel frattempo stato collegato ad una serie di raccordi che interessavano lo zuccherificio Eridania.
Nel 1930 i servizi tranviari risultavano ristrutturati, con l'abbandono della tratta di circonvallazione passante per la Barriera Saffi e la destinazione del binario per strada Farini e piazzale Marsala a servizio delle tranvie extraurbane per Fornovo e Marzolara, con prolungamento della ex linea 6 che vi passava fino al ponte Dattaro, risultando l'offerta così composta:
- Linea 1 - Stazione FS-Piazza Garibaldi
- Linea 2 - San Leonardo-Piazza Garibaldi
- Linea 3 - Crocetta-San Lazzaro
- Linea 4 - Piazza Garibaldi-Cimitero
- Linea 5 - Piazza Garibaldi-Ponte Dattaro

## Caratteristiche

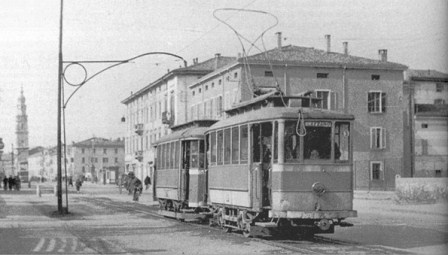
Tram di Parma nel periodo bellico dell'oscuramento

La rete tranviaria era a scartamento ordinario di 1445 mm. Il raggio di curvatura era di 20 metri, la pendenza massima del 55 per mille. La rete era alimentata a corrente alternata monofase alla tensione di 400 V alla frequenza di 25 Hz. La centrale elettrica, in comune con le linee per Fornovo e Marzolara, si trovava nel suburbio Nino Bixio: la corrente era trasportata tramite cavi sotterranei in cinque cabine d'alimentazione dotate di trasformatori statici per abbassare la tensione da 4000 a 400 V.
Un punto peculiare era costituito dal sottopasso della ferrovia Milano-Bologna, nel quale l'altezza del conduttore di alimentazione scendeva dal valore nominale di 6 metri a quello di 4,1 metri: tale tratto per motivi di sicurezza risultava normalmente disalimentato e veniva messo sotto tensione solo al momento del passaggio dei convogli tranviari.
La lunghezza d'esercizio della rete nel 1912 risultava pari a 11,461 km; nel 1936 risultava pari a 12,9 km.
L'edificio di stazione delle tranvie elettriche di Barriera Bixio dopo la chiusura delle linee venne ristrutturato e trasformato in un complesso scolastico.

## Materiale rotabile
Sulla rete urbana parmense prestavano servizio 20 automotrici a due motori da 20 CV, 10 automotrici a due motori da 25 CV e 6 rimorchiate tutte montate su un truck Brill 21 E. I rotabili avevano una capacità di 34 passeggeri (19 a sedere e 18 in piedi), erano dotati di motori tipo Déri a repulsione costruiti dal TIBB; la presa di corrente era ad archetto tipo Siemens.

## Galleria d'immagini

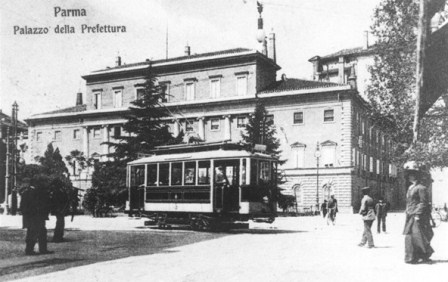
Palazzo della Prefettura
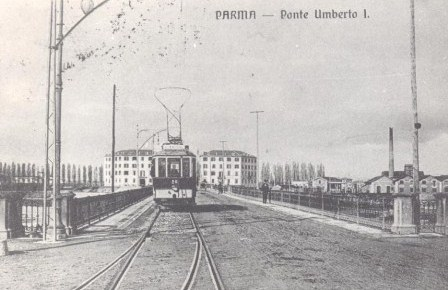
Ponte Umberto I
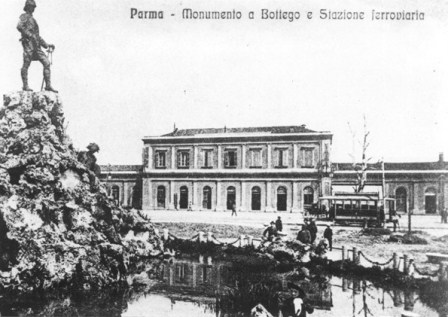
Stazione FS
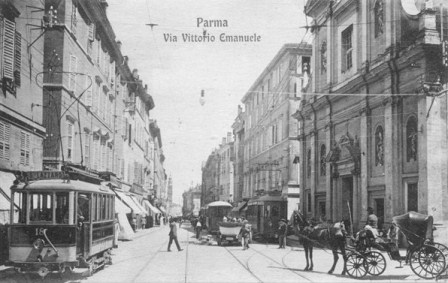
Via Vittorio Emanuele